# Benedikt von Ahlefeldt
 Der er flere personer med dette navn, se Benedict Ahlefeldt.
Benedikt (også Bendix) von Ahlefeldt (født 11. november 1679 i Seestermühe, død 10. juni 1757 i Uetersen) var en holstensk godsejer og dansk gehejmeråd.
Han var søn af Hans Hinrich von Ahlefeldt. 1711 blev han landråd i Slesvig og Holsten. Han synes at have opholdt sig meget i Hamborg, hvor han var virksomt medlem af bestyrelsen for et tysk operaselskab, hvis indkaldelse til København i året 1721 han foranledigede. Ved Christian VI's salving 1731 blev han Ridder af Dannebrog, 1732 udnævntes han til provst for klosteret i Uetersen og 1734 til gehejmeråd. Han var den drivende kraft bag opførelsen af den store, rigt udsmykkede nye kirkebygning til klosteret, som blev rejst 1747-51 ved arkitekterne Otto Johann Müller og Jasper Carstens.
Han var to gange gift, 1. med Anna Margrethe von Rantzau, f. von Buchwald, enke efter Frands Rantzau, 2. med Christine von Blome, f. Rantzau. Med sin første hustru fik han godset Jersbek, som han forskønnede meget, og hvor han havde et kostbart bibliotek, over hvilket der 1735 udkom en trykt katalog. Han døde 10. juni 1757.